# Palmeira do Piauí
Palmeira do Piauí är en kommun i Brasilien.   Den ligger i delstaten Piauí, i den östra delen av landet, 900 km norr om huvudstaden Brasília. Antalet invånare är 4 993.
Omgivningarna runt Palmeira do Piauí är huvudsakligen savann. Runt Palmeira do Piauí är det mycket glesbefolkat, med 2 invånare per kvadratkilometer.